# NGC 4615
NGC 4615 је спирална галаксија у сазвежђу Береникина коса која се налази на NGC листи објеката дубоког неба.
Деклинација објекта је + 26° 4' 22" а ректасцензија 12h 41m 37,5s. Привидна величина (магнитуда) објекта NGC 4615 износи 13,1 а фотографска магнитуда 13,8. NGC 4615 је још познат и под ознакама UGC 7852, MCG 4-30-13, CGCG 129-18, IRAS 12391+2620, KUG 1239+263B, ARP 34, KCPG 348B, PGC 42584.